# Kretzschmaria
Kretzschmaria is een monotypisch geslacht van schimmels dat behoort tot de familie Xylariaceae. Het geslacht bevat alleen Kretzschmaria clavus.